# Fryderyk Bawarski
Fryderyk Bawarski (ur. 1339, zm. 4 grudnia 1393 w Budziejowicach) – książę Bawarii-Landshut z dynastii Wittelsbachów, panujący w latach 1375–1393, syn Stefana II bawarskiego i Elżbiety z Sycylii.

## Pochodzenie Fryderyka
Jego dziadkami ze strony matki byli Fryderyk II Sycylijski i Elżbieta z Anjou, z kolei jej rodzicami byli Karol II Andegaweński oraz Maria Ardap, córka króla węgierskiego Stefana V i królowej Elżbiety, córki Kocjana.
Prapradziad Fryderyka Bawarskiego Stefan V, był bratem Świętej Kingi i synem Beliego IV i Marii Laskarina, córki cesarza wschodniorzymskiego Teodora I i Anny Angeliny. Ta z kolei była córką Aleksego III, cesarza bizantyjskiego.

## Panowanie
Od 1375 do 1392 rządził księstwem Bawaria-Landshut wspólnie z braćmi Stefanem III i Janem II. Jednak Bawaria została podzielona między braćmi. Stefan III otrzymał księstwo Bawarii-Ingolstadt, a Jan II księstwo Bawarii-Monachium. Fryderyk zachował najbogatszą dzielnicę - Bawarię-Landshut.
Od 1387 toczyła się wojna miast w Niemczech. Powodem wybuchu konfliktu było porozumienie pomiędzy Związkiem Miast Szwabskich a arcybiskupstwem salzburskim w 1387 skierowane przeciwko książętom bawarskim. Książę Fryderyk Bawarski w odpowiedzi na to uwięził arcybiskupa Salzburga, żądając w zamian za jego uwolnienie zerwania podpisanej umowy ze Związkiem Szwabskim. 8 stycznia 1388 król Wacław IV Luksemburski wypowiedział Bawarii wojnę, co było konsekwencją działań Związku Szwabskiego, który już 15 grudnia 1387 wystąpił przeciwko Bawarii.
Wcześniej Fryderyk był doradcą króla Wacława IV w kwestiach prawnych.
Książę zmarł w 1393 w Budziejowicach. Jego następcą został jego syn Henryk XVI Bogaty.

## Potomstwo
Henryk żenił się dwa razy. Pierwszy raz w 1360 z Anną z Neuffen. Z tego małżeństwa narodziła się jedna córka Elżbieta (1361 – 17 stycznia–1382), żona lorda Parmy, Marco Viscontiego.
Po raz drugi ożenił się 2 września–1381 z Maddaleną Visconti, córką Bernabo z rodu Viscontich. Fryderyk z Maddaleną miał piątkę dzieci:
- Henryk XVI Bogaty;
- Johann, zmarł krótko po urodzeniu;
- Elżbieta (1383 – 13 listopada 1442), żona Fryderyka I, elektora Brandenburgii;
- Margareta, zmarła krótko po urodzeniu;
- Elżbieta (1419 – 1 stycznia 1451), żona Ulryka V;
- Magdalena (1388–1410), od 1404 żona hrabiego Johanna Meinharda VII z Görz.